# Pierścień wielomianów
Pierścień wielomianów – pierścień określony na zbiorze wielomianów jednej lub więcej zmiennych o współczynnikach z ustalonego pierścienia. Pierścienie wielomianów stanowiły inspirację do rozwoju wielu działów matematyki, począwszy od twierdzenia Hilberta o bazie, przez konstrukcję ciał rozdzielczych, po rozumienie operatora liniowego. Wiele ważnych hipotez, takich jak hipoteza Serre'a, wpłynęło na badania nad innymi rodzajami pierścieni, a nawet było źródłem nowych definicji pierścieni, takich jak pierścienie grupowe, czy pierścienie szeregów formalnych.

## Wielomiany jednej zmiennej

### Wielomiany
Wprowadzenie do wielomianów jednej zmiennej można znaleźć w artykule o wielomianach.
Niech dany będzie dowolny pierścień z jedynką {\displaystyle R} oraz symbol {\displaystyle X,} nazywany zmienną, oraz jego potęgi, czyli symbole postaci {\displaystyle X^{k},} gdzie {\displaystyle k} jest nieujemną liczbą całkowitą. Wielomianem zmiennej {\displaystyle X} nad {\displaystyle R} nazywa się wyrażenie postaci
{\displaystyle \mathrm {p} =\sum _{k=0}^{n}a_{k}X^{k},}
gdzie elementy {\displaystyle a_{k}\in R} nazywa się współczynnikami tego wielomianu.
Przyjmując zwyczajowo {\displaystyle X^{1}=X} oraz {\displaystyle X^{0}=1} powyższe można zapisać jako kombinację liniową
{\displaystyle \mathrm {p} =a_{n}X^{n}+a_{n-1}X^{n-1}+\ldots +a_{1}X+a_{0}.}
Wyrażenia postaci {\displaystyle a_{k}X^{k}} nazywa się wyrazami, wyraz {\displaystyle a_{0}} często określa się mianem wyrazu wolnego. Dowolny wyraz {\displaystyle a_{k}X^{k}} o zerowym współczynniku, {\displaystyle a_{k}=0,} zwykle się pomija.
Dwa wielomiany uważa się za równe wtedy i tylko wtedy, gdy odpowiadające sobie współczynniki przy każdej potędze {\displaystyle X} są sobie równe. Stopniem wielomianu nazywa się największe takie {\displaystyle k,} dla którego współczynnik przy {\displaystyle X^{k}} jest niezerowy. W przypadku wielomianu zerowego stopień jest niezdefiniowany lub, z racji pożądanych własności algebraicznych tego symbolu, przyjmuje się oznaczenie {\displaystyle -\infty .}

### Pierścień wielomianów
Sumy powyższej postaci można dodawać i mnożyć zgodnie ze zwykłymi regułami operowania na wyrażeniach algebraicznych takich jak łączność, przemienność (w odpowiednim przypadku), rozdzielność i łączenie wyrazów podobnych z zachowaniem tożsamości {\displaystyle X^{k}X^{l}=X^{k+l}} dla dowolnych nieujemnych liczb całkowitych {\displaystyle k,l.} Działania dodawania i mnożenia dane explicite odpowiednio wzorami
{\displaystyle \left(\sum _{i=0}^{n}a_{i}X^{i}\right)+\left(\sum _{i=0}^{n}b_{i}X^{i}\right)=\sum _{i=0}^{n}(a_{i}+b_{i})X^{i}}
oraz
{\displaystyle \left(\sum _{i=0}^{n}a_{i}X^{i}\right)\cdot \left(\sum _{j=0}^{m}b_{j}X^{j}\right)=\sum _{k=0}^{m+n}\left(\sum _{i+j=k}a_{i}b_{j}\right)X^{k}.}
Ponieważ tylko skończenie wiele współczynników {\displaystyle a_{i}} oraz {\displaystyle b_{j}} jest niezerowych, to wszystkie sumy mają skończenie wiele wyrazów, przez co reprezentują one wielomiany z {\displaystyle R[X],} co oznacza, że powyższe działania są poprawnie określone.
Zbiór wszystkich wielomianów zmiennej {\displaystyle X} o współczynnikach z pierścienia {\displaystyle R} tworzy wraz z wyżej zdefiniowanymi działaniami pierścień przemienny, oznaczany symbolem {\displaystyle R[X]} nazywany pierścieniem wielomianów zmiennej {\displaystyle X} nad pierścieniem {\displaystyle R.} Terminologia ma swoje źródło w ważnych przypadkach wielomianów o współczynnikach rzeczywistych czy zespolonych, które mogą być postrzegane jako rzeczywiste bądź zespolone funkcje wielomianowe. W ogólności jednak znak {\displaystyle X} oraz jego potęgi {\displaystyle X^{k}} traktuje się jako symbole formalne, spoza pierścienia {\displaystyle R.} O pierścieniu {\displaystyle R[X]} można myśleć jako o pierścieniu powstałym z {\displaystyle R} przez dodanie do niego nowego, zewnętrznego w stosunku do tego pierścienia, elementu {\displaystyle X} oraz wszystkich jego potęg, co gwarantuje, że {\displaystyle R[X]} będzie tworzyć pierścień; prowadzi to wprost do definicji wielomianów jako kombinacji liniowych potęg {\displaystyle X} o współczynnikach z {\displaystyle R.}

### Konstrukcja
Powyższe spojrzenie wyrosło na bazie klasycznej postaci wielomianów. Formalnie wielomian o współczynnikach z pierścienia {\displaystyle R} definiuje się jako nieskończony ciąg jego elementów, w którym tylko skończenie wiele wyrazów jest różnych od zera.
Dla ciągów
{\displaystyle \mathrm {p} =(a_{0},a_{1},a_{2},\dots ,a_{n},0,0,\dots )}
oraz
{\displaystyle \mathrm {q} =(b_{0},b_{1},b_{2},\dots ,b_{m},0,0,\dots )}
można określić działanie dodawania po składowych, mnożenie dane jest zaś za pomocą splotu, odpowiednio:
{\displaystyle \mathrm {p} +\mathrm {q} =(a_{0}+b_{0},a_{1}+b_{1},a_{2}+b_{2},\dots ),}
{\displaystyle \mathrm {p} \cdot \mathrm {q} =(a_{0}b_{0},a_{0}b_{1}+a_{1}b_{0},a_{2}b_{0}+a_{1}b_{1}+a_{0}b_{2},\dots ),}
co czyni ze zbioru {\displaystyle R[X]} wszystkich wielomianów jednej zmiennej nad {\displaystyle R} pierścień z jedynką nazywany pierścieniem wielomianów.
Wzajemnie jednoznaczna odpowiedniość ciągów z wyrażeniami formalnymi wynika z utożsamień
{\displaystyle (0,0,0,0,\dots )=\mathrm {0} ,}
{\displaystyle (1,0,0,0,\dots )=X^{0}=\mathrm {1} ,}
{\displaystyle (0,1,0,0,\dots )=X^{1}=X,}
{\displaystyle (0,0,1,0,\dots )=X^{2}} itd.,
przy czym dwa pierwsze elementy są elementami neutralnymi odpowiednio dodawania i mnożenia.

## Własności
- Jeżeli {\displaystyle R} jest przemienny, to {\displaystyle R[X]} również.
- Jeżeli {\displaystyle R} jest pierścieniem z jedynką, to {\displaystyle R[X]} również ją ma – jest to wielomian {\displaystyle (1,0,0,\dots ).}
- Jeżeli {\displaystyle R} nie zawiera dzielników zera, to {\displaystyle R[X]} również.
- Jeżeli {\displaystyle R} jest pierścieniem całkowitym, to {\displaystyle R[X]} również.
- Jeżeli {\displaystyle R} jest pierścieniem z jednoznacznością rozkładu, to {\displaystyle R[X]} również (twierdzenie Gaussa).
- Jeżeli {\displaystyle R} jest pierścieniem noetherowskim, to {\displaystyle R[X]} również (twierdzenie Hilberta o bazie).
- Jeżeli {\displaystyle R} jest ciałem, to {\displaystyle R[X]} jest pierścieniem euklidesowym.
- Pierścień {\displaystyle R[X]} nie może być ciałem, gdyż element {\displaystyle X} nie jest odwracalny.

## Funkcja wielomianowa
Wartością wielomianu
{\displaystyle \mathrm {p} =a_{n}X^{n}+a_{n-1}X^{n-1}+\ldots +a_{1}X+a_{0}\in R[X]}
w punkcie {\displaystyle r\in R} nazywa się element
{\displaystyle \mathrm {p} (r)=a_{n}r^{n}+a_{n-1}r^{n-1}+\ldots +a_{1}r+a_{0}\in R.}
Przyporządkowanie {\displaystyle p_{r}} dane wzorem {\displaystyle \mathrm {p} \mapsto \mathrm {p} (r)} nazywa się ewaluacją wielomianu {\displaystyle \mathrm {p} } w punkcie {\displaystyle r.} Pierwiastkami wielomianu {\displaystyle \mathrm {p} } nazywa się wszystkie te elementy {\displaystyle r,} dla których wartość wielomianu jest równa zeru.
Funkcją wielomianową nazywa się przekształcenie {\displaystyle p\colon R\to R} dane wzorem {\displaystyle r\mapsto \mathrm {p} (r),} które przyporządkowuje każdemu elementowi pierścienia {\displaystyle R} jego wartość, co można zapisać wzorem
{\displaystyle p(x)=a_{n}x^{n}+a_{n-1}x^{n-1}+\ldots +a_{1}x+a_{0},}
gdzie {\displaystyle x\in R.}
Przekształcenie przyporządkowujące każdemu wielomianowi {\displaystyle \mathrm {p} } jego funkcję wielomianową {\displaystyle p} oraz przekształcenie {\displaystyle p_{r}} są homomorfizmami pierścieni. Jądro homomorfizmu {\displaystyle p_{r}} stanowią wielomiany, dla których {\displaystyle r} jest pierwiastkiem (z twierdzenia Bézouta – podzielne przez {\displaystyle X-r}).
W analizie matematycznej pojęć wielomianu i funkcji wielomianowej używa zamiennie. Jednak w algebrze zwykle jest to niedopuszczalne, gdyż różnym wielomianom mogą odpowiadać te same funkcje wielomianowe, np. w pierścieniu Z2 funkcje {\displaystyle x^{2}} i {\displaystyle x} są identyczne, gdyż {\displaystyle 0^{2}=0} oraz {\displaystyle 1^{2}=1.} W pierścieniu nieskończonym bez dzielników zera każda funkcja wielomianowa wyznacza jednoznacznie wielomian.

## Pochodna wielomianu
Pochodną wielomianu określa się wzorem
{\displaystyle \left(\sum _{k=0}^{n}a_{k}X^{k}\right)'=\sum _{k=1}^{n}ka_{k}X^{k-1}.}
W szczególności pochodną wielomianu stałego jest wielomian zerowy.
Definicja ta nie zależy od analitycznych własności pierścienia {\displaystyle R,} tj. różniczkowanie wielomianów może być określone, np. w pierścieniu klas reszt modulo n, gdzie branie granicy nie ma sensu. Tak określona pochodna ma następujące własności:
{\displaystyle (f+g)'=f'+g',}
{\displaystyle (f\cdot g)'=f'\cdot g+f\cdot g'.}
Za pomocą indukcji matematycznej można określić {\displaystyle k}-tą pochodną wielomianu:
{\displaystyle {\begin{cases}f^{(0)}&=f,\\f^{(k)}&=(f^{(k-1)})'.\end{cases}}}

## Teoria podzielności
Wielomian {\displaystyle f\in R[X]} nazywa się wielomianem nierozkładalnym w {\displaystyle R[X],} gdy nie można przedstawić go w postaci iloczynu wielomianów dodatniego stopnia.
Kryterium Eisensteina pozwala udowodnić nierozkładalność wielomianu o współczynnikach z pierścienia z jednoznacznością rozkładu.

## Uogólnienia
Określone powyżej pojęcie wielomianu można uogólnić:
- na funkcje wymierne – ciało ułamków pierścienia całkowitego {\displaystyle R[X]} oznacza się przez {\displaystyle R(X)} i nazywa ciałem funkcji wymiernych;
- na większą liczbę zmiennych (patrz niżej);
- usuwając założenie o skończoności liczby wyrazów; tak określony pierścień nazywa się pierścieniem szeregów formalnych, oznaczany jest {\displaystyle R[\![X]\!].}

## Wielomiany wielu zmiennych
Pierścień wielomianów {\displaystyle R[X][Y]} nad pierścieniem wielomianów {\displaystyle R[X]} nad pierścieniem {\displaystyle R} nazywa się pierścieniem wielomianów zmiennych {\displaystyle X,Y} nad pierścieniem {\displaystyle R} i oznacza {\displaystyle R[X,Y].} Używając indukcji matematycznej można określić pierścień wielomianów {\displaystyle n} zmiennych wzorem
{\displaystyle P[X_{1},X_{2},\dots ,X_{n}]=R[X_{1},X_{2},\dots ,X_{n-1}][X_{n}].}
Wielomian dwóch zmiennych można zapisać w postaci {\displaystyle \sum _{i,j=0}^{n}a_{ij}X^{i}Y^{j}.} Ogólniej, każdy wielomian {\displaystyle n} zmiennych w postaci
{\displaystyle \sum _{(k_{1},k_{2},\dots ,k_{n})\in A}~a_{k_{1},k_{2},\dots ,k_{n}}\prod _{i=1}^{n}X_{i}^{k_{i}},}
gdzie {\displaystyle A\subset \mathbb {N} _{0}^{n}} jest zbiorem skończonym.

### Wielomiany symetryczne
Mając dany wielomian {\displaystyle \mathrm {f} \in R[X_{1},X_{2},\dots ,X_{n}]} można dokonać na nim permutacji zmiennych {\displaystyle \pi ={\begin{pmatrix}1&2&\ldots &n\\\pi _{1}&\pi _{2}&\dots &\pi _{n}\end{pmatrix}}} otrzymując nowy wielomian:
{\displaystyle \mathrm {g} (X_{1},X_{2},\dots ,X_{n})=\mathrm {f} (X_{\pi _{1}},X_{\pi _{2}},\dots ,X_{\pi _{n}}).}
Jeżeli wielomian nie zmienia się po tej operacji, to nazywa się go niezmienniczym względem permutacji {\displaystyle \pi } lub też mówi się, że permutacja nie zmienia wielomianu {\displaystyle \mathrm {f} .} Przykład: wielomian {\displaystyle x+y-z} nie zmienia się po zamianie zmiennych {\displaystyle x} i {\displaystyle y.}
Można udowodnić, że zbiór wszystkich permutacji nie zmieniających wielomianu wraz z działaniem składania permutacji tworzy grupę, zwaną grupą symetrii wielomianu.
Wielomianem symetrycznym nazywa się wielomian, który nie zmienia się po dowolnej permutacji zmiennych; innymi słowy, jest to wielomian którego grupa symetrii jest równa {\displaystyle S_{n}.} Przykładem mogą być wielomiany
{\displaystyle X_{1}^{2}+X_{2}^{2}+X_{3}^{2}}
{\displaystyle X_{1}X_{2}X_{3}+X_{1}X_{2}X_{4}+X_{1}X_{3}X_{4}+X_{2}X_{3}X_{4}.}
Wielomianami symetrycznymi podstawowymi {\displaystyle n} zmiennych nazywa się wielomiany
{\displaystyle \mathrm {p} _{1}=X_{1}+X_{2}+X_{3}+\ldots +X_{n},}
{\displaystyle \mathrm {p} _{2}=X_{1}X_{2}+X_{1}X_{3}+\ldots +X_{n-1}X_{n},}
{\displaystyle \dots }
{\displaystyle \mathrm {p} _{n}=X_{1}X_{2}\dots X_{n}.}
Zgodnie z zasadniczym twierdzeniem o wielomianach symetrycznych, każdy wielomian symetryczny {\displaystyle n} zmiennych można przedstawić w postaci złożenia wielomianu i wielomianów symetrycznych podstawowych, tj. dla każdego wielomianu symetrycznego {\displaystyle \mathrm {f} } istnieje taki wielomian {\displaystyle \mathrm {g} ,} że:
{\displaystyle \mathrm {f} (X_{1},X_{2},\dots ,X_{n})=\mathrm {g} (\mathrm {p} _{1},\mathrm {p} _{2},\dots ,\mathrm {p} _{n}).}
Takie przyporządkowanie jest izomorfizmem pierścienia wielomianów na pierścień wielomianów symetrycznych.